# Филипинци
Филипинците (на филипински: Mga Pilipino) са гражданите на Филипините. Повечето от тях са католици и произлизат от различни австронезийски народи. Най-често говорят тагалог, английски или други филипински езици. Въпреки че преди са били под испанска колониална власт, едва от 2 до 4% говорят испански език. Филипините към XXI век са населявани от повече от 185 етнолингвистични групи, всяка със свои собствени език, идентичност, култура, традиции и история.